# Pi-hole
Pi-hole è un'applicazione Linux pensata per bloccare la pubblicità e il tracciamento degli utenti su Internet a livello di rete locale. Pi-hole agisce come un DNS sinkhole e, opzionalmente, come un server DHCP. È progettata per dispositivi embedded a bassa potenza con capacità di rete, come il Raspberry Pi, ma supporta qualsiasi macchina Linux.
Pi-hole ha la capacità di bloccare la pubblicità di siti web tradizionali ma anche quella presente in altri contesti, come le smart TV e i sistemi operativi mobili.

## Storia
Il progetto Pi-hole è stato creato da Jacob Salmela come alternativa open source ad AdTrap nel 2014 ed è ospitato su GitHub. Da allora, diversi collaboratori si sono uniti al progetto.

## Caratteristiche
Pi-hole utilizza un dnsmasq modificato chiamato FTLDNS, cURL, lighttpd, PHP e AdminLTE Dashboard al fine di bloccare le richieste DNS per i domini già conosciuti di tracciamento e pubblicità. L'applicazione agisce da server DNS per una rete privata (sostituendosi a qualsiasi server DNS preesistente fornito da un altro dispositivo o dall'ISP), con la possibilità di bloccare la pubblicità e i domini traccianti per i dispositivi degli utenti. Pi-hole fa uso di elenchi di domini di pubblicità e di tracciamento che aggiorna periodicamente mediante un elenco configurabile di sorgenti predefinite e confronta le richieste DNS con questi elenchi. Se viene trovata una corrispondenza all'interno di uno qualsiasi degli elenchi o di un elenco di blocco configurato localmente, Pi-hole rifiuterà di risolvere il dominio richiesto e fornirà al dispositivo richiedente un indirizzo fittizio.
Poiché Pi-hole blocca i domini a livello di rete, è in grado di bloccare gli annunci pubblicitari, come i banner pubblicitari su una pagina web, ma può anche bloccare la pubblicità in altri contesti, come su Android, iOS e smart TV.
Utilizzando i servizi VPN, Pi-Hole può bloccare i domini senza utilizzare una configurazione del filtro DNS in un router. Qualsiasi dispositivo che supporta VPN può utilizzare Pi-Hole su una rete cellulare o una rete domestica senza dover configurare un server DNS.
La natura di Pi-hole gli consente di bloccare anche i domini di siti web in generale aggiungendo manualmente il nome di dominio a un elenco di blocco (la cosiddetta blacklist). Allo stesso modo, è possibile aggiungere domini manualmente a un elenco di siti autorizzati (la cosiddetta whitelist) nel caso in cui la funzione di un sito web venga compromessa dal blocco dei domini. Pi-hole può anche funzionare come uno strumento di monitoraggio della rete, che può aiutare nella risoluzione dei problemi delle richieste DNS e degli errori di rete. Pi-hole può essere utilizzato anche per incoraggiare l'uso di DNS over HTTPS per i dispositivi che lo utilizzano come server DNS con il binario cloudflared fornito da Cloudflare.

## Differenza con i metodi tradizionali
Pi-hole funziona in modo simile a un firewall di rete, il che significa che gli annunci pubblicitari e i domini di tracciamento sono bloccati per tutti i dispositivi che si trovano dietro di esso. Al contrario, i tradizionali metodi di blocco della pubblicità vengono eseguiti solo nel browser di un utente e rimuovono gli annunci solo sulla stessa macchina.